# Аврал-Ула
Аврал-Ула — горный хребет в системе гор Восточного Тянь-Шаня. Занимает междуречье рек Каш (на севере) и Или с составляющим её Текесом на юге. Аврал-Ула вытянут в широтном направлении на 250 км, в ширину достигает 20-30 км. От высокого и крутого хребта Боро-Хоро на севере его отделяет долина реки Каш, а к югу от хребта расположены низкие долины рек Или и Текес. Хребет в целом характеризуется как невысокий и довольно плоский. По направлению к востоку, после Манасского горного узла Аврал-Ула повышается, к нему примыкают хребты Укэн и Джаргес, поднимающиеся выше 3000 м и имеющие ледники на своих северных склонах. Из-за небольшой высоты речная сеть большей части Аврал-Улы маловодна, водотоки имеют временный характер и связаны с таянием снега, а также с весенними грозами. Склоны хребта используются местным населением для ведения пастбищного скотоводства. В средней части по одному из перевалов хребет пересекает трасса S-316, связывающая города Кюнес и Нилки. Перевалы западной части хребта (Аврад и Темерлик) связывают долину Каша и Кунгеса. Перевалы восточной части хребта труднодоступны.